# Kitty
 Kitty és una pel·lícula estatunidenca dirigida per Mitchell Leisen estrenada el 1945. És una pel·lícula d'època ambientada a Londres durant la dècadade 1780, basada en la novel·la del mateix nom de Rosamond Marshall (publicada el 1943), amb guió de Karl Tunberg.
Està protagonitzada per Paulette Goddard, Ray Milland, Constance Collier, Patric Knowles, Reginald Owen i Cecil Kellaway com el pintor anglès Thomas Gainsborough. En una àmplia interpretació de la història de Pygmalion de George Bernard Shaw, la pel·lícula explica la història de la pobresa a la riquesa d'una jove noia del carrer, cockney.

## Argument
Londres, segle xviii. Fent-se passar per casualitat com a model del pintor Gainsborough, Kitty, una jove prostituta, atreu l'atenció de l'alta societat. Una de les millors actuacions de Paulette Goddard.

## Repartiment
- Paulette Goddard: Kitty
- Ray Milland: Sir Hugh Marcy
- Patric Knowles: Brett
- Reginald Owen: Duc de Malmunster
- Cecil Kellaway: Thomas Gainsborough
- Constance Collier: Lady Susan Dowitt
- Dennis Hoey: Jonathan Selby
- Sara Allgood: La vella Meg
- Eric Blore: Dobson
- Gordon Richards: Sir Joshua Reynolds
- Michael Dyne: Príncep de Gal·les
- Edward Norton: Comte de Campton
- Patricia Cameron: Elaine Carlisle
- Percival Vivian: Dr. Holt
- Mae Clarke: Molly
- Mary Gordon: Nancy
- Doris Lloyd (no surt als crèdits): La peixatera

## Nominacions
- 1947. Oscar a la millor direcció artística per Hans Dreier, Walter H. Tyler, Sam Comer i Ray Moyer